# Synagogen in Vabalninkas
Die zwei Synagogen in Vabalninkas sind die einzigen jüdischen Gebetshäuser in Vabalninkas, einer Stadt im Norden Litauens, die heute noch als Gebäude erhalten sind.

## Geschichte
Es ist bekannt, dass es 1740 eine Synagoge im Ort gab, die damals abbrannte. 1860 existierten in Vabalninkas zwei Synagogen. Ein Feuer 1883 zerstörte viele Wohnhäuser, die Synagoge und vier Gebetshäuser. Im Ersten Weltkrieg vertrieben 1915 Truppen der russischen Zarenarmee die jüdische Bevölkerung und brannten die Stadt einschließlich der damals bestehenden vier jüdischen Gebetshäuser (Große Beit Midrasch, Klois des Schamaschim, und zwei weitere hölzerne Kloisn) ab. Die zwei letztgenannten wurden nicht wieder aufgebaut.

## Das Große Beit Midrasch
Lage: 55° 58′ 48″ N, 24° 44′ 55,2″ O

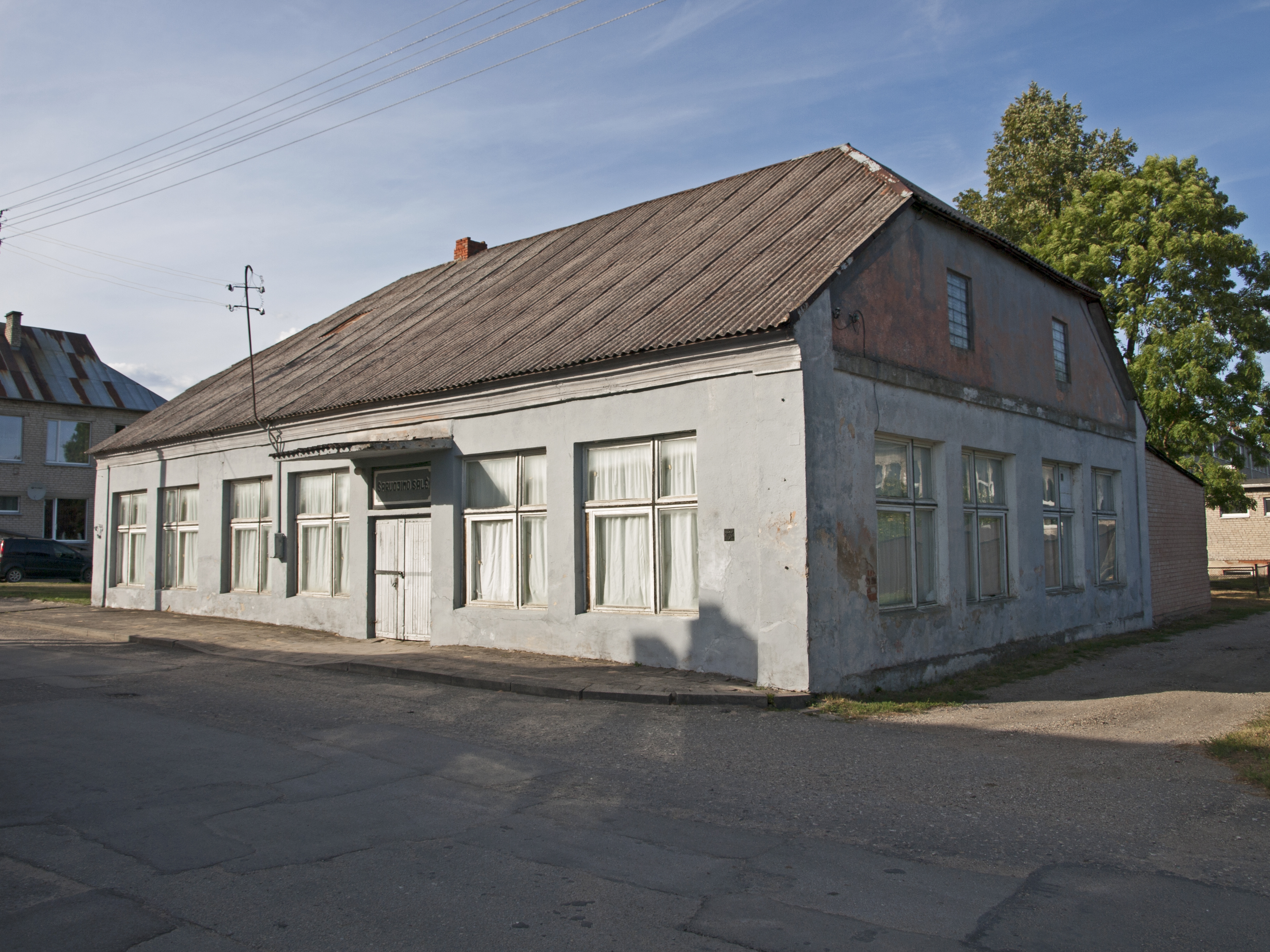
Große Beit Midrasch (2018)

Das Große Beit Midrasch wurde wahrscheinlich nach 1883 erbaut. Bei dem Pogrom 1915 wurde es schwer beschädigt und war nur noch eine Ruine. Es wurde  erst in den Jahren 1917 bis 1931 wieder aufgebaut. Nach dem Zweiten Weltkrieg befand sich dort zunächst ein Gemüseladen; zu dieser Zeit wurde es stark verändert und entlang der gesamten Nordostseite ein Anbau als Lager angebracht. Im Jahre 2006 befand sich in einem Teil des Hauses ein Bestattungsunternehmen, der Rest stand leer.
Das längliche Gebäude ist mit einem Schopfwalmdach bedeckt. Zur Straßenseite im Südwesten sind sechs große, rechteckige Fenster und ein Eingang, der nicht mittig angebracht ist. Vier ähnliche Fenster sind an der schmaleren Ostseite, während im Westen zwei schmale Fenster und zwei Türen sind.
Bei den Umbauten nach dem Krieg wurde das Innere völlig verändert.

## Die Klois des Schamaschim
55° 58′ 47,6″ N, 24° 44′ 54,3″ O

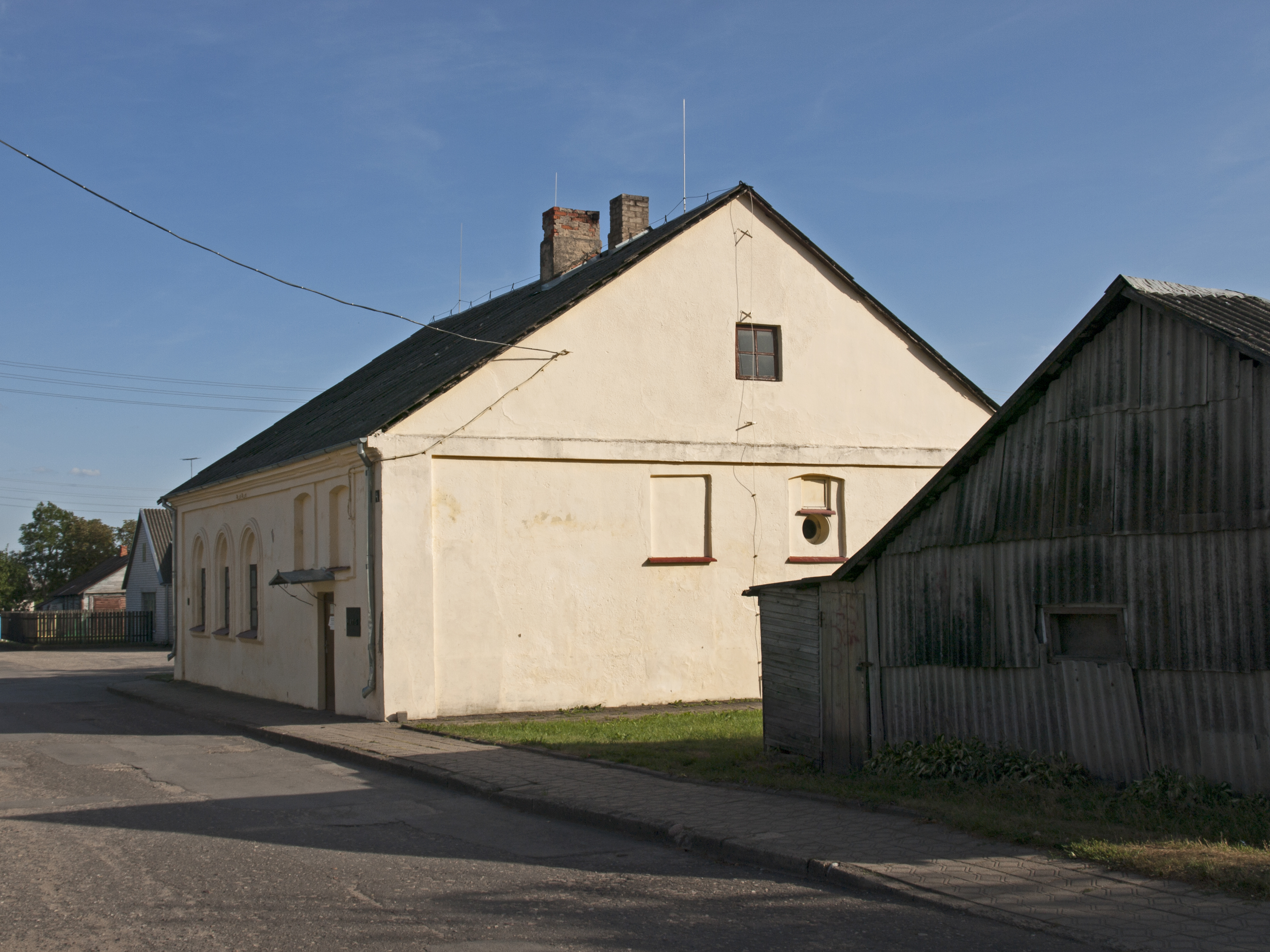
Kloys des Schamaschim (2018)

Die Klois liegt auf der anderen Straßenseite genau gegenüber der BeitMidrasch. Sie wurde wahrscheinlich ebenfalls nach 1883 gebaut. Nach der Zerstörung 1915 wurde sie bereits zwischen 1916 und 1918 wieder aufgebaut. Sie wurde nach dem Zweiten Weltkrieg zu einem Badehaus umgewandelt.
Das längliche Gebäude hat ein Giebeldach. An der Fassade zur Straße hin kann man die ursprüngliche Raumaufteilung noch erkennen: drei Rundbogenfenster zum Osten hin (der Rundbogen ist jetzt zugemauert), zeigen den einstöckigen Gebetsraum an; dahinter sind zwei (jetzt ebenfalls zugemauerte) kleinere und höhergelegene Fenster mit der Eingangstür darunter; dieser Teil des Gebäudes hat zwei Stockwerke. Die von der Straße abgewandte Seite hat ebenfalls drei große Rundbogenfenster, allerdings statt der zwei Fenster mit der Tür nur noch.einen größeren Toreingang. An den Giebelseiten sind die Fenster bis auf eins auch zugemauert;  die Fenster am Giebel selbst wurden auch verändert bzw. zugemauert. 
Im Inneren wurde die Synagogeneinrichtung zerstört.